# 村瀬由徠
村瀬 由徠（むらせ・ゆら、2007年2月1日 - ）は、日本のプロフェッショナル・スノーボーダー。所属はムラサキスポーツである。

## 経歴・人物
岐阜県岐阜市出身。岐阜市立合渡小学校、岐阜市立岐阜西中学校を経て岐阜第一高等学校在学中。
両親がスノーボード好きであったこと、また2歳年長の姉（村瀬心椛）も4歳からスノーボードを始めていたことからことから自身も4歳でスノーボードを始める。本人曰く「幼稚園でスノーボードクロスの大会に出て優勝した」と云う。
小学校年代で早くもプロ選手となり、2018年、小学校5年次（11歳）でムラサキスポーツの契約選手となる。
中学校年代では公認競技会への出場も増え、中学校1年次の2021年1月の「2021 ジャパンスロープスタイルオープン」と「第25回北海道スキー選手権スノーボード競技」では共にスロープスタイル種目で優勝。
中学校3年次の2022年3月、国際スキー連盟（FIS）主催の『2022 FISフリースタイル&スノーボード ジュニア世界選手権大会』（スイス・レザン）では女子スロープスタイル種目で優勝い、ジュニア世界王者となった。
2022年、姉と同じ岐阜第一高等学校へ入学。
高校1年次の2022-23シーズンより国際スキー連盟（FIS）スノーボード・ワールドカップに参戦を開始。シーズン開幕戦のビッグエアでは姉を上回る4位入賞を果たした。
2024年江原道ユースオリンピック（大韓民国）では、女子ビッグエアにて「フロントサイド1080」の大技を決めて優勝し、金メダルを獲得した。